# Тайная жизнь (фильм, 2019)
«Тайная жизнь» (англ. A Hidden Life, ранее известен как «Радегунд») — германско-американский художественный фильм режиссёра Терренса Малика с Аугустом Дилем, Валери Пахнер и Маттиасом Схунартсом в главных ролях. Рассказывает реальную историю Франца Егерштеттера — австрийца, казнённого нацистскими властями за отказ служить в вермахте. Премьера состоялась на Каннском кинофестивале в мае 2019 года, фильм получил приз экуменического жюри.

## Сюжет
Главный герой фильма — крестьянин Франц Егерштеттер, родившийся и выросший в небольшой горной деревне Санкт-Радегунд в Верхней Австрии. Когда начинается Вторая мировая война, его призывают на начальную подготовку в немецкую армию, и он несколько месяцев находится вдали от любимой жены Франциски (Фани) и трёх дочерей, но потом возвращается домой.
Позже Франца и других здоровых мужчин деревни призывают в действующую армию. Первое требование — дать присягу на верность Адольфу Гитлеру и Третьему рейху. Несмотря на давление со стороны мэра, соседей и епископа Зальцбурга, Егерштеттер отказывается. Понимая, что его решение повлечёт за собой арест и даже казнь, он находит силу в вере в Бога, в любви и поддержке Фани. Франц попадает в тюрьму сначала в Энсе, а затем в Берлине и месяцами ждет суда. Находясь в тюрьме, он и Фани пишут друг другу письма; тем временем семью Егерштеттеров притесняют соседи.
После долгого заключения Егерштеттера приговаривают к смертной казни. Несмотря на множество возможностей подписать присягу на верность, он продолжает отстаивать свои убеждения и в августе 1943 года умирает на гильотине.

## В ролях
- Аугуст Диль — Франц Егерштеттер
- Валери Пахнер — Франциска Егерштеттер
- Микаэль Нюквист — епископ Йозеф Флиссер
- Юрген Прохнов — майор Шлегель
- Маттиас Схунартс — капитан Гердер
- Бруно Ганц — судья Любен
- Мартин Вуттке — майор Киль
- Александр Фелинг — Фридрих Фельдман
- Мария Зимон — Реси
- Франц Роговский — Вальдлан
- Тобиас Моретти — священник Фердинанд Фюртхауэр
- Ульрих Маттес — Лоренц Шванингер
- Макс Мауфф — Штерц
- Йохан Лейзен — Олендорф
- София Ройс — тётка
- Карл Марковиц — мэр
- Александр Раджун — палач
- Йоэль Басман — военный стажёр
- Вальдемар Кобус — Штейн
- Йоханнес Криш — Миллер

## Производство и релиз
Первые данные о фильме под названием «Радегунд» появились в июне 2016 года. Стало известно, что картина будет рассказывать о жизни австрийца Франца Егерштеттера, который во время Второй мировой войны был казнён за отказ от службы в вермахте, а позже был причислен к лику блаженных римским папой Бенедиктом XVI. Главную роль получил Август Диль, роль Франциски Егерштеттер (жены Франца) — Валери Пахнер. Оператором-постановщиком стал Йорг Видмер, работавший во всех фильмах Теренса Малика, начиная с «Нового света» (2005).
Малик рассказал журналистам, что «Радегунд» будет иметь более структурированное повествование, чем его предыдущие работы. «В последнее время я работал без сценария и недавно раскаялся в этой идее», — объяснил режиссёр.
Производство фильма началось летом 2016 года на киностудии Babelsberg в германском Потсдаме. Съемки проходили в Южном Тироле с 11 июля по 19 августа того же года. В фильме показаны церковь Святого Валентина в Сеис Ам Шлерн, деревня Роденек, мельницы в Терентене, луга Альбиона в Лайене и т. д.. Некоторые сцены были сняты в небольшой итальянской горной деревушке Саппада. Музыкальное сопровождение к фильму создал Джеймс Ньютон Ховард.
Стадия постпродакшена затянулась более чем на два года. В связи с этим актёр Франц Роговский в одном из интервью в марте 2019 года рассказал, что никто не знает, каким получится фильм в итоге и когда он выйдет на экраны. Роговский добавил, что Малик — «режиссёр, который создает пространства, а не сцены. Его стиль редактирования такой же». Однако премьера состоялась спустя всего два месяца — 19 мая 2019 года на 72-м Каннском кинофестивале. На следующий день фильм, называвшийся теперь «Тайная жизнь», был приобретён Fox Searchlight Pictures за 12-14 миллионов долларов.
Картину показали в кинотеке Ватикана 4 декабря 2019 года, и Малик выступил публично, чтобы её представить. 13 декабря 2019 года «Тайная жизнь» вышла в ограниченный прокат в США, а в январе 2020 года вышла в широкий прокат. Она стала последним полнометражным фильмом с Fox Searchlight Pictures в качестве дистрибьютора, так как Walt Disney Studios изменила название киностудии на Searchlight Pictures 17 января 2020 года.

## Критика
«Тайная жизнь» считалась одним из фаворитов на Каннском кинофестивале, но в итоге осталась без основных наград. Она получила только приз экуменического жюри.
На веб-сайте обзоров Rotten Tomatoes фильм имеет рейтинг одобрения 81 % на основе 227 обзоров со средним рейтингом 7,39 / 10. Критический консенсус сайта гласит: «Амбициозная и визуально захватывающая „Тайная жизнь“ может показаться непостижимой для непосвящённых, но для тех, кто на волне Малика давно, это должно лишь ещё раз подтвердить его гениальность». На сайте-агрегаторе Metacritic фильм имеет оценку 78 из 100, основанную на 43 отзывах, что указывает на «в целом положительные отзывы».
Питер ДеБрюге из журнала Variety пишет о Малике: «Независимо от того, имеет ли он в виду конкретно сегодняшний день или нет, в очередной раз он показывает, как некоторые евангелисты продали свои основные ценности ради политической выгоды. „Тайная жизнь“ кажется потрясающе актуальной, поскольку он выставляет эту проблему напоказ». Биограф Егерштеттера Эрна Путц была впечатлена картиной и признала, что Малик сделал «независимую и универсальную работу». Она уверена, что образы, созданные Дилем и Пахнер, точно соответствуют тому, какими были Франц и Франциска («Франца я изучала по письмам, а с Франциской я знакома лично»).